# Албештій-Пеминтень
Албештій-Пеминтень, Албештій-Пеминтені (рум. Albeștii Pământeni) — село у повіті Арджеш в Румунії. Адміністративний центр комуни Албештій-де-Арджеш.
Село розташоване на відстані 141 км на північний захід від Бухареста, 42 км на північ від Пітешть, 119 км на північний схід від Крайови, 88 км на південний захід від Брашова.

## Населення
За даними перепису населення 2002 року у селі проживали 1709 осіб, усі — румуни. Усі жителі села рідною мовою назвали румунську.